# Марк Лукреций (трибун 172 пр.н.е.)
Марк Лукреций (на латински: Marcus Lucretius) е политик на Римската република през 2 век пр.н.е.

## Биография
Произлиза от плебейската фамилия Лукреции. Брат е на Гай Лукреций Гал (претор 171 пр.н.е.).
През 172 пр.н.е. той e народен трибун заедно с Квинт Марций Сцила и Марк Марций Сермон. Пише закон „ut agrum Campanum censores fruendum locarent“. През 171 пр.н.е. служи като легат при брат си в Гърция.